# 楊堅小浪花介
楊堅小浪花介（学名：Cytherella yangchieni）为小浪花介科小浪花介屬下的一个种。